# Legislazione antincendio in Italia
La legge 353/2000 obbliga i Comuni a realizzare i Catasti delle aree percorse dal fuoco, dispone il divieto di riedificazione di fabbricati abusivi andati distrutti durante l'incendio. Interpretando i possibili moventi di azioni dolose, la norma pone il limite di 15 anni per la modifica di destinazione, 10 anni per introdurre nuove costruzioni non esistenti o previste a piano urbanistico prima dell'incendio, 5 anni per azioni di rimboschimento col finanziamento pubblico.
Il codice penale (articoli 423 bis e 424) ha trasformato l'incendio boschivo da reato di danno a reato di pericolo, prevedendo la reclusione da 1 a 5 anni per colpa e da 4 a 10 anni per incendio doloso. Poche sentenze di condanna hanno dato applicazione a questi articoli, sia per una carente mappatura delle zone a rischio (e pubblicazione ad albo pretorio), che per l'oggettiva difficoltà a raccogliere prove distrutte dagli incendi.
La legge 349/1986 impone agli enti pubblici di costituirsi parte civile nei procedimenti penali a carico di responsabili di danni alla cosa pubblica. Il risarcimento del danno consiste nella compensazione delle spese di spegnimento, ma anche del danno al soprassuolo e al sottosuolo: per la quantificazione del danno ambientale, si effettua una stima in termini di perdita economica di prodotti legnosi e servizi non più erogabili dall'ecosistema-foresta, nonché gli oneri di rimboschimento dove il danno non è persistente.
In difetto di questa azione, può ravvisarsi un danno erariale ripetibile, da parte della Corte dei Conti, che a quel punto procede personalmente verso dipendenti e funzionari inadempienti, per atti (anche omissivi) compiuti in violazione di diritti (Costituzione, art. 28; art. 18 Testo Unico n.3/1957 per il risarcimento alla PA dei danni derivanti da violazione di obblighi di servizio).
La Corte dei Conti ha competenza esclusiva nella valutazione del danno ambientale (DLgs. 152/2006). L'azione di risarcimento procede per danno pubblico sociale contro un patrimonio indisponibile (articolo 822 e 823 c.c.) e si svolge parallelamente al procedimento penale (Consulta nº 272/2007, Cassazione nº 06581/06). La sanzione penale pecuniaria a favore delle parti civili tiene conto delle somme già corrisposte nel procedimento contabile.
Le spese di spegnimento sono stimabili in 8 000 euro/ora per gli aerei (oltre a 1 200 euro/ora di carburante nel 2008) e 3 000 euro/ora per gli elicotteri. Per la stima del danno ambientale e delle spese di spegnimento, esiste un riferimento giurisprudenziale standard (uno dei primi disponibili) tabulato dal Corpo Forestale in collaborazione con l'Università di Firenze.
Nell'analisi delle cause, sono dati rilevanti la correlazione inversa fra incendi e occupati in agricoltura, la prevalenza degli incendi in estate in aree sotto i 700 metri di altitudine oltre la quale non si trova una vegetazione secca e arida, la probabilità pari a 1/1000 che il rilascio di mozzicone di sigaretta acceso dia origine a un incendio. Le azioni determinanti sono in larga parte la negligenza e le azioni volontarie.
La legge 353/2000 identifica le operazioni di pulizia e manutenzione del bosco, attribuendo ai Comuni poteri sostitutivi dei proprietari inadempienti (con relativo addebito degli oneri), in particolare nelle aree a rischio di incendio. Al momento gli interventi non sono detraibili dalle tasse.
La legislazione non contempla ordini interdittivi in merito all'accensione di fuochi verso piromani o soggetti protagonisti di incendi.
La Direttiva 2001/95/CE obbliga i produttori di immettere sul mercato soltanto prodotti sicuri. Dopo la pubblicazione sulla Gazzetta ufficiale dell'UE, il 17 novembre 2011, spetterà alle autorità nazionali far rispettare questa nuova misura di sicurezza antincendio. Fra i prodotti oggetto di applicazione, ritroviamo la vendita di sigarette tipo Reduced Ignition Propensity.
Il Decreto Ministeriale del 10 marzo 1998 ha inoltre introdotto i criteri generali di sicurezza antincendio e per la gestione dell'emergenza nei luoghi di lavoro, tra i quali rientra l'obbligo di effettuazione annuale della prova di evacuazione per le realtà aventi i requisiti indicati nello stesso testo di legge e nel Testo Unico sulla sicurezza sul lavoro.

## Classificazione degli incendi
- Classe A: fuochi di solidi, detti fuochi secchi.

La combustione può presentarsi in due forme: combustione viva con fiamme o combustione lenta senza fiamme, ma con formazione di brace incandescente. L'agente estinguente raccomandato è l'acqua (agisce sul calore) ma in alternativa si possono usare estintori a polvere polivalente (agisce sulle reazioni di ossidazione) (A-B-C).
- Classe B: fuochi di idrocarburi solidificati o di liquidi infiammabili, detti fuochi grassi.

È controindicato l'uso di acqua a getto pieno ma non a getto frazionato o nebulizzato. Gli altri agenti estinguenti sono la polvere (A-B-C o B-C), il biossido di carbonio (CO2 che "soffoca" l'incendio abbassando la temperatura) e la schiuma antincendio (isola la combustione dal comburente), oppure estintori idrici. L'agente estinguente migliore è la schiuma antincendio (che varia dal tipo di sostanza coinvolta nell'incendio).
Oggi esistono altre sostanze che hanno superato, in termini di prestazione, i liquidi schiumogeni.
- Classe C: fuochi di combustibili gassosi.

Questi fuochi sono caratterizzati da una fiamma alta ad alta temperatura, la fiamma non si dovrebbe spegnere ma bisognerebbe raggiungere la valvola a monte e chiuderla per evitare che uno spegnimento continui a rilasciare gas altamente infiammabile nell'ambiente con conseguenze devastanti in ambienti chiusi (esplosione). L'acqua è consigliata solo a getto frazionato o nebulizzato per raffreddare i tubi o le bombole circostanti o coinvolte nell'incendio. Gli altri agenti estinguenti da utilizzare sono le polveri polivalenti (A-B-C), quelle di classe (B-C), mentre l'anidride carbonica, a seguito delle recenti omologazioni, non è più abilitata all'estinzione di questo tipo di incendio.
- Classe D: fuochi di metalli.

Questi fuochi sono particolarmente difficili da estinguere data la loro altissima temperatura e richiedono personale addestrato e agenti estinguenti speciali. Gli agenti estinguenti variano a seconda del tipo di materiale coinvolto nell'incendio ad esempio, nei fuochi coinvolgenti alluminio e magnesio si utilizza la polvere al cloruro di sodio. Tutti gli altri agenti estinguenti sono sconsigliati (compresa l'acqua) dato che possono avvenire reazioni con rilascio di gas tossici o esplosioni.
Un tempo esisteva anche un'ulteriore classe, la "E", riguardante gli incendi di impianti ed attrezzature elettriche sotto tensione (i cui estinguenti specifici sono costituiti da polveri dielettriche e da anidride carbonica), adesso esiste un'apposita etichetta, apposta sull'estintore che identifica se è possibile utilizzarlo su apparecchi in tensione oppure viene riportata la dicitura "utilizzabile su apparecchiature in tensione". I nuovi estintori idrici, nebulizzando l'estinguente in fase di erogazione, perdono la caratteristica conducibiltà elettrica delle sostanze a base d'acqua e ne consentono l'utilizzo su apparecchiature elettriche fino a 20000 V, anche se commercialmente le omologazioni degli estintori portatili arrivano a 1000 V ad 1 m di distanza.
Con l'approvazione della norma EN.2 del 2005 è stata introdotta la nuova classe "F" relativa ai fuochi sviluppantesi in presenza di oli, grassi animali o vegetali quali mezzi di cottura e più in generale dipendenti dalle apparecchiature di cottura stessa.

## Incendio di progetto
Il D.M. del 14 gennaio 2008, annovera tra le azioni eccezionali a cui può essere sottoposta una struttura, anche quelle derivanti da incendi.
A tal fine la normativa fa riferimento ad un "incendio convenzionale di progetto", definito attraverso una curva di incendio, che rappresenta l'andamento, in funzione del tempo, della temperatura dei gas di combustione nell'intorno della superficie degli elementi strutturali.
La curva di incendio di progetto può essere:
- naturale: determinata in base a modelli d'incendio e a parametri fisici che definiscono le variabili di stato del compartimento antincendio quest'ultimo definito come la parte della costruzione delimitata da elementi costruttivi resistenti al fuoco
- nominale: adottata per la classificazione delle costruzioni e per le verifiche di resistenza al fuoco di tipo convenzionale.

In quest'ultimo caso, nel caso di incendio di materiali combustibili prevalentemente di natura cellulosica, la curva di incendio nominale è la curva nominale standard definita come segue:
θ = 20 + 345 log10(8t + 1)
dove:
- θ è la temperatura dei gas caldi in gradi Celsius
- t è il tempo espresso in minuti primi.

Nel caso di incendi di quantità rilevanti di idrocarburi o altre sostanze con equivalente velocità di rilascio termico, la curva di incendio nominale può essere sostituita con la curva nominale degli idrocarburi seguente:
θ = 1080(1 − 0,325e−0,16t − 0,675e−2,5t) + 20